# ألدولاز

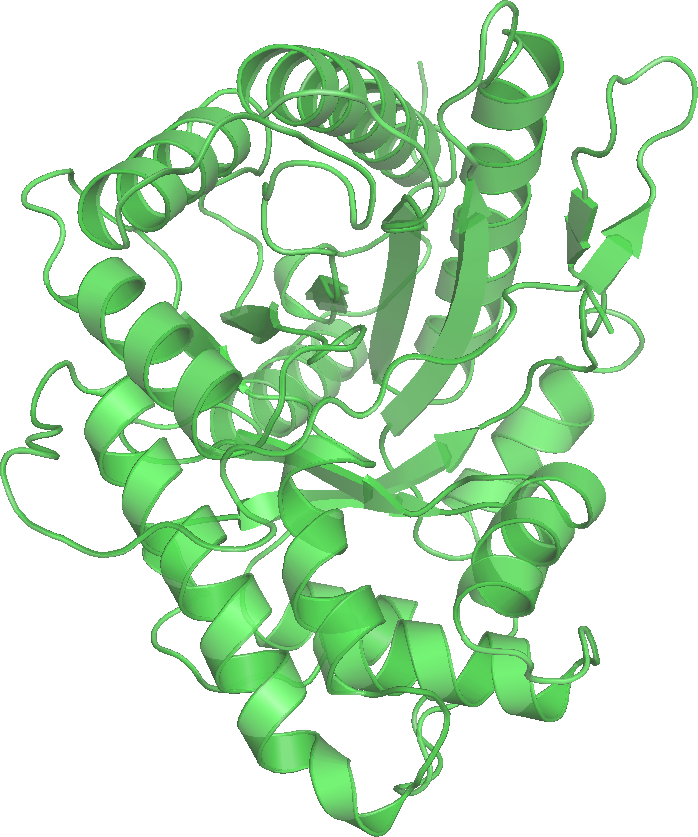

ألدولاز (Aldolase) هو بروتين (ويسمى أنزيم) الذي يساعد على تحطيم السكريات إلى طاقة معينة. ويوجد في كميات عالية في الأنسجة العضلية.
ويوجد الألدولاز في الجسم بعدة نظائر إنزيمية (A,B,C) ويكون تركيزه أعظمياً في العضلات المخططة حيث تقم الخلايا العضلية المخططة باصطناعه. ونظراً لأنه يرتفع بشكل ملحوظ بعد الجهد العضلي، لذا يمكن الاستفادة من قياسه في تتبع السير المرضي للعديد من أمراض العضلات كالحثل العضلي المترقي (progressive muscular dystrophy) حيث يكون الأدلولاز مرتفعاً في المراحل المبكرة من المرض ثم لا يلبث أن ينخفض مع تقدم المرض وازدياد الحالة سوءاً الأمر الذ يدل عل أن الخلية العضلية لم في إمكانها اصطناع هذا الإنزيم. هذا فيما يخص هذا المرض أما بالنسبة لبقية الأمراض العضلية الأخرى، فهناك العديد من الاختبارات النوعية الأخرى التي يمكن اللجوء إليها مثل الكرياتين -كيناز (Creatine kinase)، والألانين أمينو ترانس فيراز (Alanine aminotransferase) والأسبارتات أمينو ترانس فيراز (Aspartate aminotransferase).